# Mackay's sidderrog
De  Mackay's sidderrog (Torpedo mackayana) is een vissensoort uit de familie van de sidderroggen (Torpedinidae). De wetenschappelijke naam van de soort is voor het eerst geldig gepubliceerd in 1919 door Metzelaar.